# Valencia Club de Fútbol 2007-2008

## Rosa
In corsivo i calciatori ceduti durante la stagione
| N. |                        | Ruolo | Calciatore          |
| -- | ---------------------- | ----- | ------------------- |
| 1  | Spagna (bandiera)      | P     | Santiago Cañizares  |
| 2  | Nigeria (bandiera)     | C     | Sunny               |
| 3  | Portogallo (bandiera)  | C     | Manuel Fernandes    |
| 3  | Paesi Bassi (bandiera) | C     | Hedwiges Maduro     |
| 4  | Spagna (bandiera)      | D     | Raúl Albiol         |
| 5  | Spagna (bandiera)      | D     | Carlos Marchena     |
| 6  | Spagna (bandiera)      | C     | David Albelda       |
| 7  | Spagna (bandiera)      | A     | David Villa         |
| 8  | Spagna (bandiera)      | C     | Rubén Baraja        |
| 9  | Spagna (bandiera)      | A     | Fernando Morientes  |
| 10 | Spagna (bandiera)      | A     | Miguel Ángel Angulo |
| 11 | Spagna (bandiera)      | A     | Jaime Gavilán       |
| 11 | Argentina (bandiera)   | C     | Éver Banega         |
| 12 | Portogallo (bandiera)  | D     | Marco Caneira       |
| 13 | Germania (bandiera)    | P     | Timo Hildebrand     |

| N. |                       | Ruolo | Calciatore            |
| -- | --------------------- | ----- | --------------------- |
| 14 | Spagna (bandiera)     | C     | Vicente               |
| 15 | Spagna (bandiera)     | C     | Iván Helguera         |
| 16 | Spagna (bandiera)     | C     | Juan Manuel Mata      |
| 17 | Spagna (bandiera)     | C     | Joaquín               |
| 18 | Serbia (bandiera)     | A     | Nikola Žigić          |
| 19 | Spagna (bandiera)     | A     | Javier Arizmendi      |
| 20 | Spagna (bandiera)     | D     | Alexis                |
| 21 | Spagna (bandiera)     | C     | David Silva           |
| 22 | Brasile (bandiera)    | C     | Edu                   |
| 23 | Portogallo (bandiera) | D     | Miguel                |
| 24 | Italia (bandiera)     | D     | Emiliano Moretti      |
| 25 | Spagna (bandiera)     | P     | Juan Luis Mora        |
| 30 | Spagna (bandiera)     | P     | Vicente Guaita        |
| 33 | Spagna (bandiera)     | D     | David Lombán          |
| 34 | Spagna (bandiera)     | C     | Ángel Montoro Sánchez |

## Risultati

### Coppa del Re
| Arbitro: | Alberto Undiano Mallenco |

|                                  |           |             |
| Mata 4’ Alexis 12’ Morientes 85’ | Marcatori | 45’ Granero |

### UEFA Champions League

#### Fase a gironi
| Arbitro: | Jan Wegereef |

|  |           |           |
|  | Marcatori | 63’ Villa |

| Arbitro: | Roberto Rosetti |

|          |           |                        |
| Villa 9’ | Marcatori | 21’ J. Cole 71’ Drogba |

| Arbitro: | Craig Thomson |

|                     |           |  |
| Koné 53’ Riseth 61’ | Marcatori |  |

| Arbitro: | Alon Yefet |

|  |           |                  |
|  | Marcatori | 31’, 58’ Iversen |

| Valencia 28 novembre 2007 5ª giornata | Valencia           | 0 – 0 referto | Schalke 04 | Mestalla (29 725 spett.)\| Arbitro: \| Frank De Bleeckere \| |
| Arbitro:                              | Frank De Bleeckere |               |            |                                                              |

| Londra 11 dicembre 2007 6ª giornata | Chelsea           | 0 – 0 referto | Valencia | Stamford Bridge (41 139 spett.)\| Arbitro: \| Grzegorz Gilewski \| |
| Arbitro:                            | Grzegorz Gilewski |               |          |                                                                    |